# Phoenixön
Phoenixön (kiribatiska Rawaki) är en ö i Polynesien som tillhör Kiribati i Stilla havet.

## Geografi
Phoenixön är den östligaste ön bland Phoenixöarna och ligger cirka 1 900 kilometer sydöst om huvudön Tarawa och cirka 700 kilometer norr om Tokelau. Dess geografiska koordinater är 3°43′ S och 170°43′ V.
Den obebodda ön är en korallö och har en areal om cirka 0,5 km² med en längd på cirka 1,2 kilometer och en bredd av cirka 0,8 kilometer. Den högsta höjden är på endast några m ö.h. Ön har en lagun i mitten och omges av ett korallrev.
Ön är en betydande boplats för en rad sjöfåglar, bland annat sottärna (Sterna fuscata) och olika arter av fregattfåglar och stormfåglar.

## Historia
Ön upptäcktes den 23 februari 1824 av brittiske kaptenen John Palmer på det brittiska valfångstfartyget Phoenix och under sena 1800-talet bröts en kort tid guano på ön.
Den 12 januari 1916 blev Phoenixön tillsammans med övriga öar inom Phoenixöarna ett eget förvaltningsområde inom det brittiska Brittiska Västra Stillahavsterritoriet.
Den 18 mars 1937 införlivades alla Phoenixöarna i den brittiska kolonin Gilbert och Elliceöarna.
1979 införlivades Phoenixöarna i den nya nationen Kiribati.